# 버니 리던
버나드 매튜 리던 3세(영어: Bernard Matthew Leadon III, 1947년 7월 19일 ~ )는 1998년 로큰롤 명예의 전당에 오른 이글스의 창립 멤버이자 미국의 가수, 음악가, 작곡가이다. 이글스 이전에, 그는 세 개의 컨트리 록 밴드 하트 & 플라워, 딜라드 & 클라크, 플라잉 부리토 브라더스의 멤버였다. 그는 블루그래스 출신의 멀티 인스트루멘털리스트(기타, 밴조, 만돌린, 스틸 기타, 도브로)이다. 그는 이글스에서 근무하는 동안 주류 청중들에게 이 음악의 요소들을 소개했다.
이글스를 떠난 이후, 리든의 음악 경력은 저조했고, 그 사이에 27년의 격차가 있는 두 개의 솔로 앨범 (사실상 첫 번째는 마이클 조지아데스와의 공동 프로젝트)이라는 결과를 낳았다. 리든은 또한 세션 음악가로서 많은 다른 아티스트들의 음반에 출연했다.